# Shaylyn Bede
Shaylyn Kelly Bruno Bede (* 12. Dezember 1981 in Fortaleza, Brasilien) ist eine ehemalige brasilianische Beachvolleyballspielerin.

## Karriere
Shaylyn Bede startete ihre Karriere 2001 an der Seite von Maria Clara Salgado. Nachdem die beiden Brasilianerinnen bei ihrem ersten Auftritt einen siebzehnten Rang bei den brasilianischen Open im Geburtsort der Bede-Schwestern belegt hatten, wurden sie gleich bei ihrer zweiten gemeinsamen Veranstaltung U21-Weltmeisterinnen in Le Lavandou.
Nach nur einem Turnier 2002 mit Tais Jesus, hielt die Zusammenarbeit mit Renata Ribeiro ab der folgenden Saison deutlich länger. Bei der Weltmeisterschaft in Rio 2003 gewannen Ribeiro/Shaylyn ohne Satzverlust ihre Vorrundengruppe. Anschließend setzten sie sich in zwei nationalen Duellen durch, bevor sie im Viertelfinale den späteren Weltmeisterinnen Kerri Walsh und Misty May-Treanor aus den USA unterlagen und den fünften Rang belegten. 2004 erreichten sie das Finale der Mailand Open, fünfte Plätze in Stavanger und Rio de Janeiro und einige weitere Top-Ten-Platzierungen. Im folgenden Spieljahr erreichte Shaylyn Bede zunächst mit Ana Paula Connelly den Bronzerang bei den Shanghai Open und gewann mit ihrer Partnerin die Japan Open in Osaka. Anschließend kamen Thatiana Soares und die aus Fortaleza stammende Sportlerin bei mehreren Versuchen nicht über die Qualifikation hinaus, ehe sie mit Adriana Behar als Neunte von Paris und mit dem Einzug ins Halbfinale von Klagenfurt das Jahr beendete.
2006 begann eine dreijährige Zusammenarbeit mit Ágatha Bednarczuk. Die beiden Südamerikanerinnen erreichten in ihrem ersten gemeinsamen Jahr auf der World Tour nur beim Grand Slam in Gstaad das Hauptfeld. Zu Beginn der Saison 2007 schieden Ágatha/Shaylyn zweimal früh aus, wurden Siebzehnte in Seoul und nach vier weiteren verpassten Qualifikationen Dreizehnte in Montreal. Als Siebte der Marseille Open kamen sie erstmals in die Top Ten. Sie beendeten das Jahr mit einem 13. Platz in Fortaleza und das gleiche Ergebnis gab es im ersten Quartal der folgenden Saison in Osaka. Bei ihrem letzten gemeinsamen Turnier am Ende des Jahres in Guarujá standen sie erstmals im Endspiel eines FIVB-Turniers, das sie gegen ihre Landsfrauen Larissa França und Vivian Cunha verloren.
Anschließend startete die jüngere Bede-Schwester noch einmal mit ihrer früheren Partnerin Ana Paula bei einem einzigen Turnier auf der AVP Tour. Ein achter Platz war das Ergebnis. Nach zwei Jahren Pause versuchte Shaylyn Bede 2011 und 2012 bei den Open in ihrem Heimatland noch ein Comeback mit Vanilda Leão, das jedoch bei beiden Veranstaltungen in der Qualifikation endete. Anschließend beendete Shaylyn Kelly Bruno Bede auch ihre Beachvolleyballkarriere.

## Privates
Shelda Bede ist die ältere Schwester von Shaylyn.